# マイク・ロトンド
マイク・ロトンド（Mike Rotundo、本名：Lawrence Michael Rotunda、1958年3月30日 - ）は、アメリカ合衆国の元プロレスラー。フロリダ州セントピーターズバーグ出身。
IRSことアーウィン・R・シャイスター（Irwin R. Schyster）、マイケル・ウォールストリート（Michael Wallstreet）などのリングネームで知られる。
ブラックジャック・マリガンの娘婿で、バリー・ウインダムやケンドール・ウインダムとは義兄弟にあたる。息子のウィンダム・ロタンダ（デューク・ロトンド / ブレイ・ワイアット）とテイラー・ロタンダ（ボー・ロトンド / ボー・ダラス）もプロレスラーである。

## 来歴
シラキュース大学でレスリング選手として活躍後、大学の先輩であるザ・デストロイヤーにスカウトされ、1981年9月22日、西ドイツにてプロデビュー。
1982年より、アメリカのノースカロライナ州に本拠を置くジム・クロケット・ジュニア主宰のMACWで活動。レスリングの素地を持つ技巧派のベビーフェイスとして頭角を現し、12月25日にレロイ・ブラウンからNWAミッドアトランティックTV王座を奪取。1983年8月7日にはカナダのトロントにて、ドン・カヌードルを破りNWAカナディアンTV王座を獲得した。
1983年9月より、エディ・グラハムが主宰していた地元フロリダのCWFを主戦場とし、9月24日にロン・バスからフロリダ版のNWA南部ヘビー王座を奪取、12月16日にはトーナメント決勝でグレッグ・バレンタインを破りNWAフロリダ・ヘビー級王座を獲得した。1984年1月から2月にかけては、リック・フレアーのNWA世界ヘビー級王座にもフロリダ各地で再三挑戦している。CWFではバリー・ウインダムとのタッグチームでも活動し、1984年3月14日にバス&ブラック・バートのロング・ライダーズからUSタッグ王座を奪取。以降も同王座を巡り、ロング・ライダーズと抗争を展開した。
1984年末、ウインダムと共にWWFに移籍。フェイスターンしていたキャプテン・ルー・アルバーノをマネージャーに迎え、"USエクスプレス" のチーム名で活躍。翌1985年1月21日、ディック・マードック&アドリアン・アドニスのノース・サウス・コネクションを破り、WWF世界タッグ王座を獲得する。3月31日にニューヨークのマディソン・スクエア・ガーデンで開催されたレッスルマニアの第1回大会でアイアン・シーク&ニコライ・ボルコフに奪取されるも6月17日に奪還、8月24日にバレンタイン&ブルータス・ビーフケーキのドリーム・チームに敗れるまで戴冠した。
1986年1月、ウインダムとのコンビで全日本プロレスに初来日。この時点でUSエクスプレスはWWFを離脱していたが、ロトンドは以降もWWFに単発出場し、ダニー・スパイビーとの新チーム "アメリカン・エクスプレス" などで活動、ブレット・ハート&ジム・ナイドハートのハート・ファウンデーションやアックス&スマッシュのデモリッションとも対戦した。
1987年3月15日には古巣のCWFにおいてエド・ガントナーを破りNWAフロリダ・ヘビー級王座に返り咲き、6月7日にもドリー・ファンク・ジュニアを下して再び戴冠。同年にCWFはMACWに吸収合併されたため、同王座の最後のチャンピオンとなった。以降、かつての活動拠点であったMACWに主戦場を移す。

同年末にヒールに転向して、リック・スタイナーと大学のレスリング部をモチーフとした体育会系ユニット "バーシティ・クラブ" を結成。試合用コスチュームもショートタイツからアマレス選手スタイルのショルダータイツとなった。スタイナーと仲間割れ後の1988年9月からはスティーブ・ウィリアムスを新パートナーに活動（マネージャーはケビン・サリバンが務め、後にスパイビーも加入）。1989年4月2日、ウィリアムスと組んでロード・ウォリアーズを破りNWA世界タッグ王座を獲得した。
バーシティ・クラブ解散後、MACWを買収したWCWにて1990年11月より、証券アナリストをギミックとしたマイケル・ウォールストリートに変身。以降、1990年代は頭脳派のホワイトカラー系ヒールとして活躍し、1991年3月の新日本プロレス来日を経て、同年4月よりアメリカ国税局（Internal Revenue Service）と同じイニシャルのIRSことアーウィン・R・シャイスター（Irwin R. Schyster）を名乗りWWFに参戦。ワシントンD.C.出身の元IRS収税吏というキャラクター設定のもと、眼鏡にスーツ姿でブリーフケースを手に、マイクで観客に納税を促しながらリングに登場。Yシャツにネクタイ、スラックス姿のまま試合を行うなど、WCWでのマイケル・ウォールストリートをさらに発展させたギミックで注目を集め、ハクソー・ジム・ドゥガンやビッグ・ボスマンなどのブルーカラー系のベビーフェイスと抗争を繰り広げた。

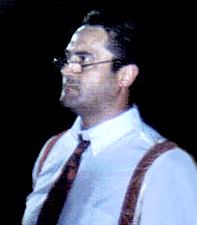
IRS（1994年）

1992年からは金満家ギミックの "ミリオンダラー・マン" テッド・デビアスと "マネー・インコーポレーテッド（マネー・インク）" なるタッグチームを結成。同年2月7日、リージョン・オブ・ドゥームを破りWWF世界タッグ王座を再び獲得。1993年4月4日のレッスルマニアIXでは、ハルク・ホーガン&ビーフケーキのザ・メガマニアックスを挑戦者チームに防衛戦を行い、デビアスと共にホーガンのWWF復帰戦の相手を務めた。その後もWWFに定着して、デビアスとのマネー・インクではナチュラル・ディザスターズやスタイナー・ブラザーズ、シングルではタタンカやレイザー・ラモンなどと抗争を展開した。
1995年9月、WWFを離脱してWCWに移籍。ビンセント・ケネディ・マクマホンのイニシャルをもじったV・K・ウォールストリートを名乗ってWWFからの回し者キャラクターを演じ、初戦となる9月11日放送のマンデー・ナイトロにてスティングのUSヘビー級王座に挑戦した。1997年からはnWoの一員となり、同年6月にマイケル・ウォールストリートの名で新日本プロレスに6年ぶりに来日。以降も1999年まで新日本プロレスに再三来日して、蝶野正洋率いるnWoジャパンおよびTEAM 2000で活躍した。
WCW離脱後は日本を主戦場とするようになり、2000年11月には全日本プロレスでウィリアムスとバーシティ・クラブを再結成して世界最強タッグ決定リーグ戦に出場、12月9日の日本武道館での決勝戦で川田利明&渕正信を破り優勝を果たした。2001年2月24日には、博多スターレーンにて太陽ケア&ジョニー・スミスの世界タッグ王座にウィリアムスと組んで挑戦している。
2003年11月にはウインダムとのUSエクスプレスでIWAジャパンに参戦。翌2004年5月4日、同団体の後楽園ホール大会で引退試合が行われ、ウインダム&三宅綾と組み、ドゥガン、ロード・ウォリアー・アニマル、松田慶三のトリオと6人タッグマッチで対戦（レフェリーはデビアス）、ドゥガンからフォールを奪い勝利を飾った。
引退後は、2006年よりWWEのロード・エージェントとして活動。番組内にも時折登場し、2010年3月29日のRAWで行われたクリスチャン対テッド・デビアス・ジュニアのランバージャック・マッチでは、デビアス、ニック・ボックウィンクル、パット・パターソン、サージェント・スローター、トニー・ガレア、リッキー・スティムボート、ロディ・パイパー、ジェリー・ローラー、アーン・アンダーソンらと共に、レジェンドの1人としてランバージャック役を務めた。
2024年、ウインダムとのUSエクスプレスとしてWWE殿堂に迎えられた。4月5日にフィラデルフィアのウェルズ・ファーゴ・センターで行われた式典では、息子のボー・ダラスがインダクターを務めた。

## 得意技
- ストックマーケット・クラッシュ（Stock Market Crash）
- ライト・オフ（Write-off）
- ペナルティ（The Penalty）
- スクラップ・バスター
- エアプレーン・スピン
- ダブルアーム・スープレックス
- コブラツイスト（トップロープを持って締め上げる反則技として使用）

## 獲得タイトル
ミッドアトランティック・チャンピオンシップ・レスリング
- NWA世界TV王座（ミッドアトランティック版）：2回[5]
- NWA世界タッグ王座（ミッドアトランティック版）：1回（w / スティーブ・ウィリアムス）[16]

メープル・リーフ・レスリング
- NWAカナディアンTV王座：1回[6]

チャンピオンシップ・レスリング・フロム・フロリダ
- NWAフロリダ・ヘビー級王座：3回[8]
- NWA南部ヘビー級王座（フロリダ版）：2回[7]
- NWA USタッグ王座（フロリダ版）：4回（w / バリー・ウインダム×3、マイク・デービス）[10]

ワールド・レスリング・フェデレーション / ワールド・レスリング・エンターテインメント
- WWF世界タッグ王座：5回（w / バリー・ウインダム×2、テッド・デビアス×3）[11]
- WWE殿堂：2024年度（USエクスプレスとして） [31]

全日本プロレス
- 世界最強タッグ決定リーグ戦 優勝：1回（2000年）（w /スティーブ・ウィリアムス）